# Culter flavipinnis
Culter flavipinnis е вид лъчеперка от семейство Шаранови (Cyprinidae).

## Разпространение
Видът е разпространен във Виетнам и Китай (Юннан).